# ガブリエル・バーニア
ガブリエル・バーニア（Gabrielle Vernier、1997年6月12日 - ）は、フランスの女子ラグビーユニオン選手。

## プロフィール
- フランス・オークランド出身[1]。
- ポジションはセンター(CTB)。
- 身長 160cm、体重 80kg

## 略歴
2022年、ラグビーワールドカップ2021の女子フランス代表に選ばれた。

## 受賞歴
- ワールドラグビー女子15人制ドリームチーム:2023年[3]